# Литературная премия Юго-Восточной Азии
Литературная премия Юго-Восточной Азии (англ. SEA Write Award) — региональная премия, присуждаемая ежегодно с 1979 года за лучшие прозаические и поэтические произведения литераторов стран АСЕАН (Бруней, Индонезия, Камбоджа, Лаос, Малайзия, Мьянма, Сингапур, Таиланд, Филиппины) по представлению соответствующих стран. Спонсорами премии являются таиландские и международные компании. Штаб-квартира в Бангкоке. Председатель оргкомитета — таиландский принц Прем Пурачатра.
На церемонии вручения приглашаются видные литераторы со всего мира. В частности, в этих церемоних участвовали Айрис Мёрдок, Питер Устинов, Джеффри Арчер, Джеймс Миченер, Гор Видал, Уильям Голдинг, Рита Доув, Пол Теру, С. П. Сомтоу, Эдвин Тамбу. Лауреат Нобелевской премии по литературе 1986 года Воле Шойинка отказался в 2006 году участвовать в церемонии награждения премии в знак протеста против военного переворота в Таиланде.

## Лауреаты 2011 года
Зефри Ариф (Бруней), Завави Имрон (Индонезия), Боунтханонт Ксомксаипхол (Лаос), Сеид Мохамед Закир (Малайзия), Ромуло П. Бакиран (Филиппины), Роберт Йео Ченг Чуан (Сингапур), Джадет Камджорндеж (Таиланд). Премии литераторам Камбоджи и Мьянмы не присуждались.

## Лауреаты 2012 года
Випас Сритонг (Таиланд), Сучен Кристин Лим (Сингапур), Ока Русмини (Индонезия), Дуансей Луангфаси (Лаос), Исмаил Кассан (Малайзия), Чун Чун Динь (Вьетнам), Чарльсон Онг (Филиппины), Пенгиран Хаджи Махмуд бин Пенгиран Дамит (Бруней).

## Лауреаты 2013 года
Хаджи Хасри (Бруней), Сок Чанпхал (Камбоджа), Линда Кристанти (Индонезия), Сукхи Норасили (Лаос), Малим Гозали ПК (Малайзия), Маунг Сейн Вин (Бирма), Йенг Пуэй Нгон (Сингапур), Ангкам Чанхптхип (Таиланд), Тай Ба Дой (Вьетнам).

## Лауреаты 2014 года
Мохд. Юсуф Мохд. Дауд (Бруней), Вар Сам Атх (Камбоджа), Джоко Пинурбо (Индонезия), Сомсоук Соуксаватх (Лаос), Исмаил Замзам (Малайзия), Даи Кхин Тхан (Бирма), Хареш Шарма (Сингапур), Даен Аран Саенгтхонг (Таиланд), Хо Тхань Чонг (Вьетнам).

## Лауреаты 2015 года
Абдул Азиз бин Туах (Бруней), Кхо Тараритх (Камбоджа), Реми Силадо (Индонезия), Фонесаванх Фантхавичит (Лаос), Джасни Матлани (Малайзия), Ледвинтхар Сау Чит (Мьянма), Джерри Б. Грасио (Филиппины), Джамалудин Мохаммед Сали (Сингапур), Вирапорн Нитипрапха (Таиланд), Чан Май Нань (Вьетнам).

## Лауреаты 2016 года
Реджаб Исмаил (Малайзия); Паланг Пиангпироон (Таиланд); Овидия Ю (Сингапур); Соубанх Луангратх (Лаос), Януса Нугрохо (Индонезия); Аванг Хаджи Джамалуддин бин Аспар (Майя Бруней) (Бруней).

## Лауреаты 2017 года
Зайнал Абидин Сухаили (Абизай) Малайзия); Русли Марзуки Суриа (Индонезия); Джиданун Леунгпиансамут (Таиланд); Чиа Джу Минг (Сингапур)

## Лауреаты 2018 года
Мавар Сафей (Малайзия); Петер Аугустин Го (Сингапур); Вирапорн Нитипрапха (Таиланд)

## Лауреаты 2019 года
Шамсудин Осман (Малайзия); Симон Тей (Сингапур)

## Лауреаты 2020 года
Амина Мохтар (Малайзия); Алмахди Ал-Хадж Ибрагим (Надипутра) (Сингапур)

## Лауреаты 2021 года
Росли К. Матари (Малайзия); Чуа Чи Лей (Сингапур)

## Лауреаты 2022 года
Осман Айоб (Малайзия)

## Лауреаты 2023 года
Сити Залеха Хашим (Малайзия)

## Галерея

Лауреат 1979 года поэт и прозаик Абдул Самад Саид (Малайзия)
Лауреат 1979 года поэт Сутарджи Калзум Бахри (Индонезия)
Лауреат 1980 года поэт Масури С. Н. (Сингапур)
Лауреат 1980 года писатель Путу Виджая (Индонезия)
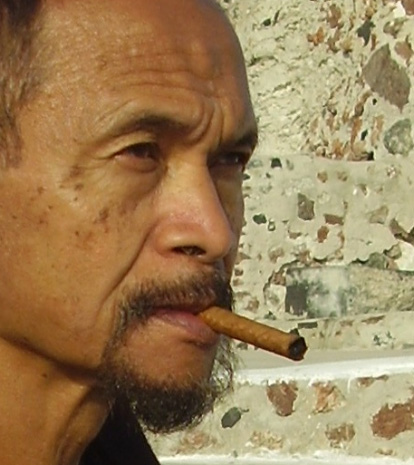
Лауреат 1981 года писатель Гунаван Мохамад (Индонезия)
Лауреат 1982 года поэт и писатель Усман Аванг (Малайзия)
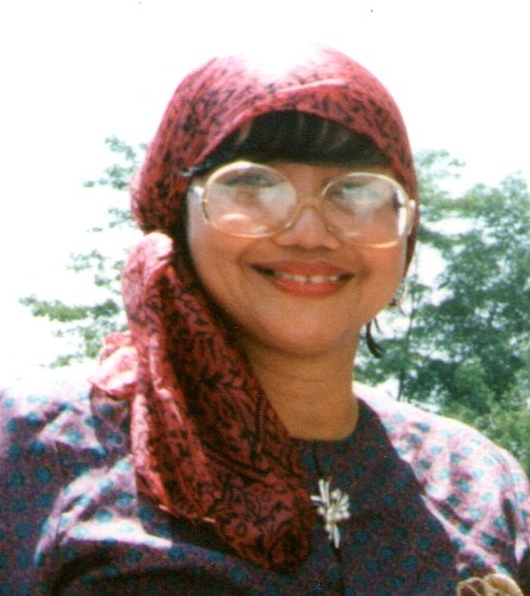
Лауреат 1983 года писательница Адиба Амин(Малайзия)
Лауреат 1984 года писатель Буди Дарма (Индонезия)
Лауреат 1985 года поэт Абдул Хади Виджи Мутхари (Индонезия)
Лауреат 1986 года поэт Сапарди Джоко Дамоно (Индонезия)
Лауреат 1986 года писатель Муслим Бурмат (Бруней)
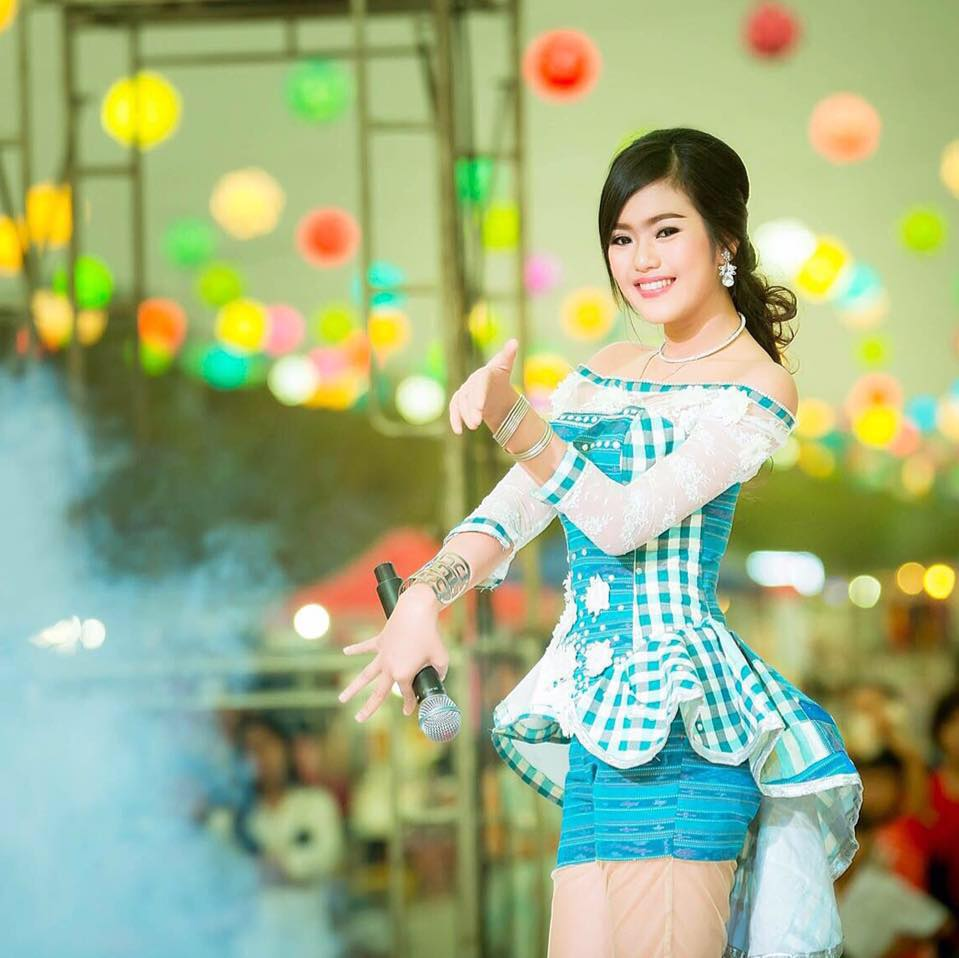
Лауреат 1987 года поэт Пайтун Тханья (Таиланд)
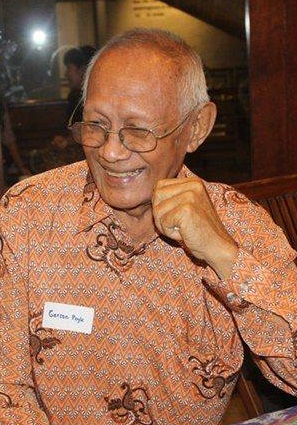
Лауреат 1989 года писатель Герсон Пойк (Индонезия)
Лауреат 1989 года поэтесса Сити Зайнон Исмаил (Малайзия)
Лауреат 1989 года поэт Суратман Маркасан (Сингапур)
Лауреат 1994 года поэт Тауфик Исмаил (Индонезия)
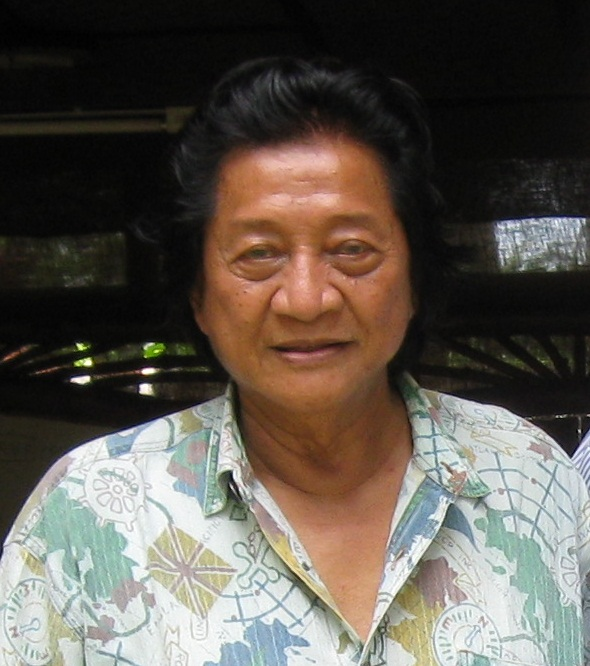
Лауреат 1996 года поэт, драматург, режиссёр Рендра В. С. (Индонезия)
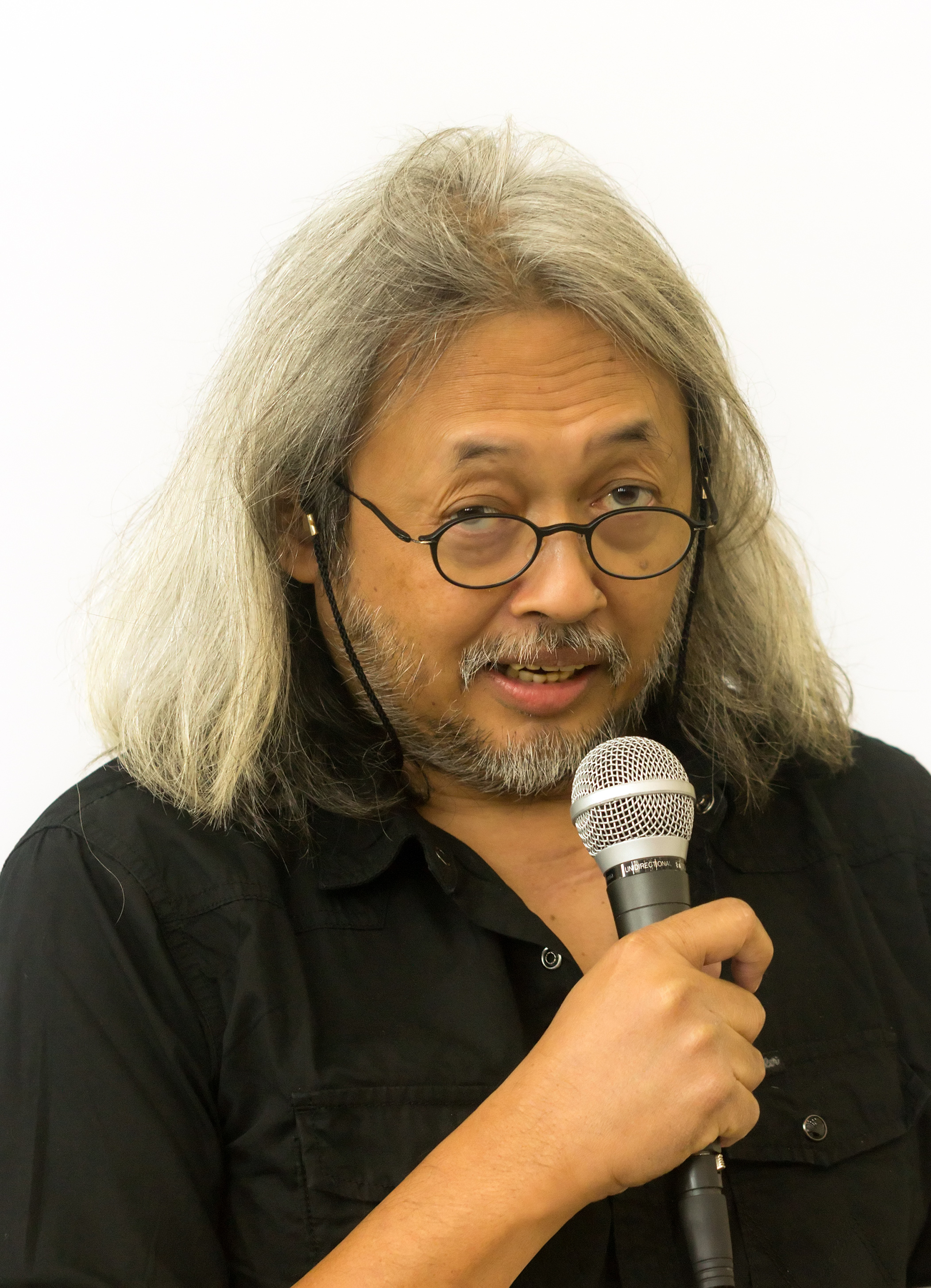
Лауреат 1997 года писатель Сено Гумира Аджидарма (Индонезия)
Лауреат 2000 года поэт Лим Сви Тин (Малайзия)
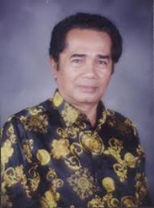
Лауреат 2000 года драматург Висран Хади (Индонезия)
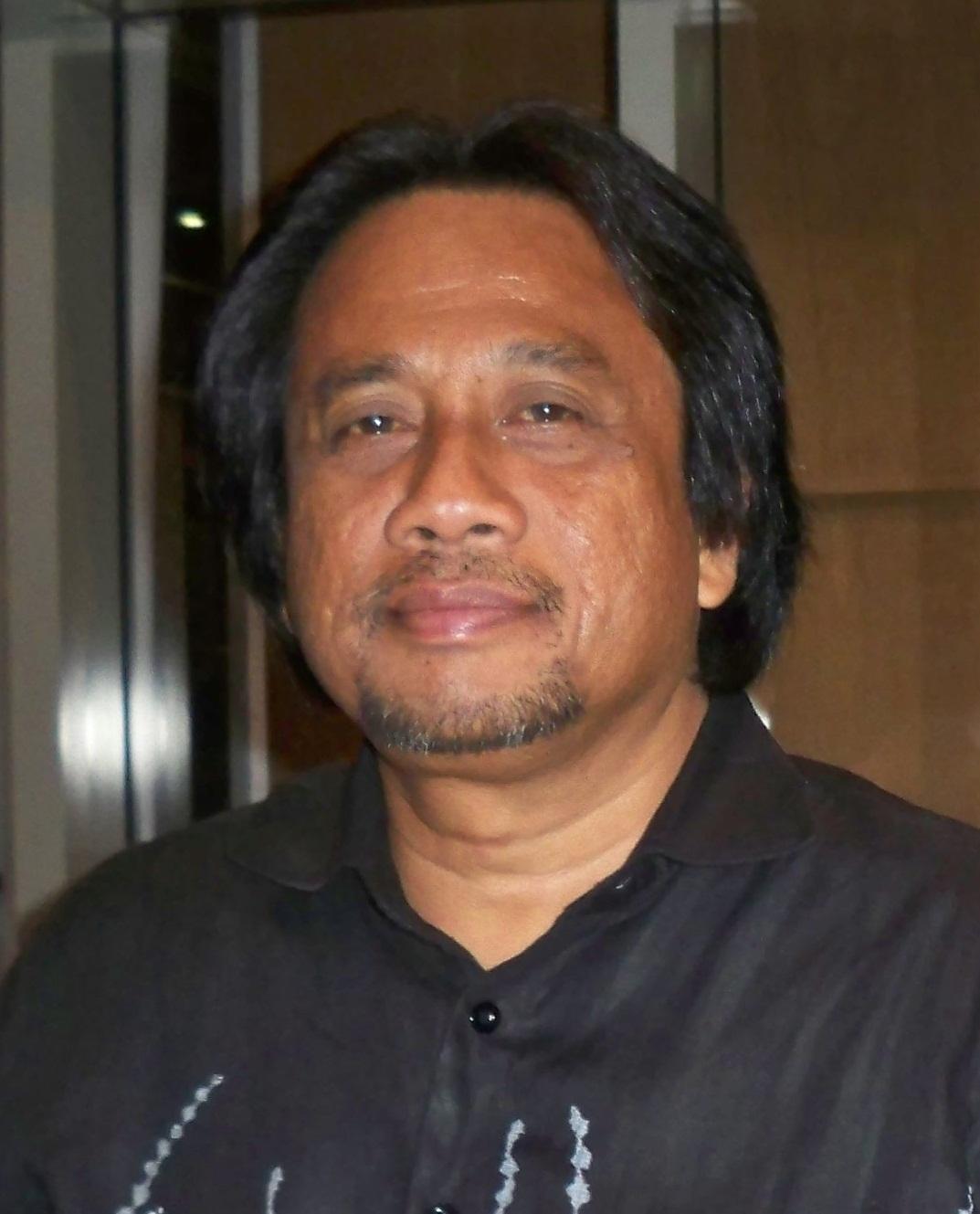
Лауреат 2001 года драматург Закария Ариффин (Малайзия)
Лауреат 2003 года поэт Абдул Хади Виджи Мутхари (Индонезия)
Лауреат 2004 года поэтесса Зурина Хассан (Малайзия)
Лауреат 2005 года поэт Абдул Гафар Ибрагим (Малайзия)
Лауреат 2006 года поэт Ситор Ситуморанг (Индонезия)
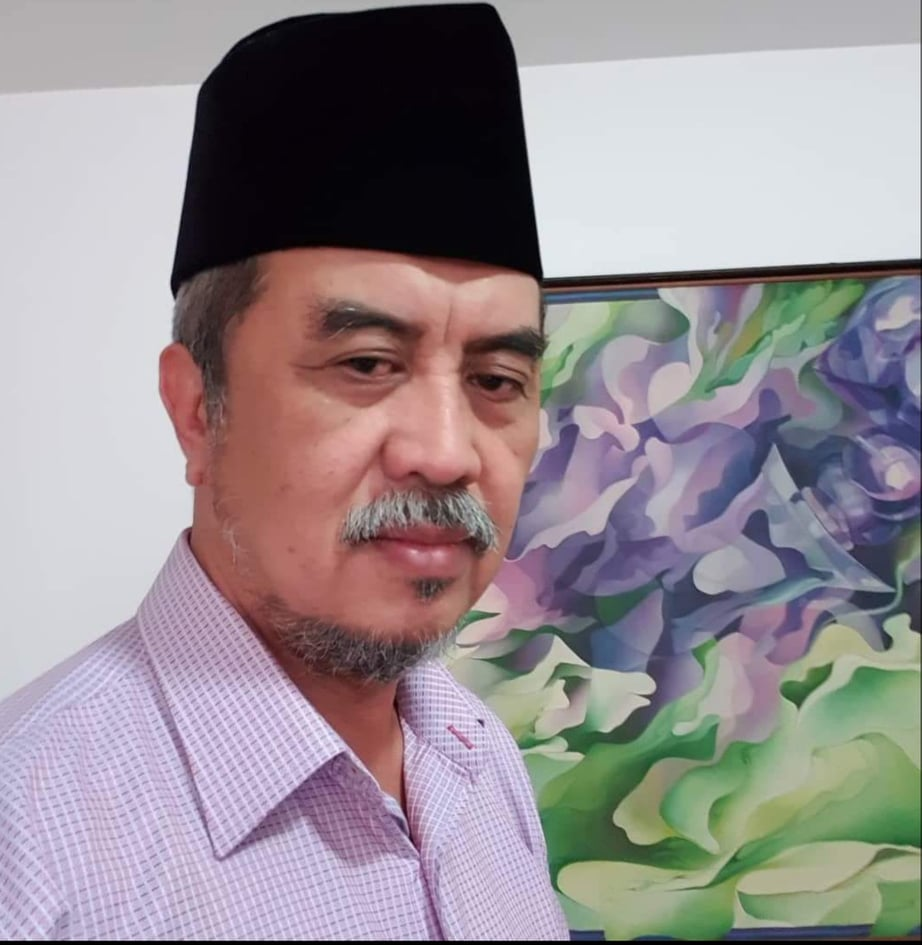
Лауреат 2006 года писатель Иса Камари (Сингапур)
Лауреат 2007 года поэт Майкл М. Короса (Филиппины)
Лауреат 2008 года писатель Хамсад Рангкути (Индонезия)
Лауреат 2010 года поэт Заен Кастури (Малайзия)
Лауреат 2011 года поэт и драматург Мохд. Зефри Ариф (Бруней)
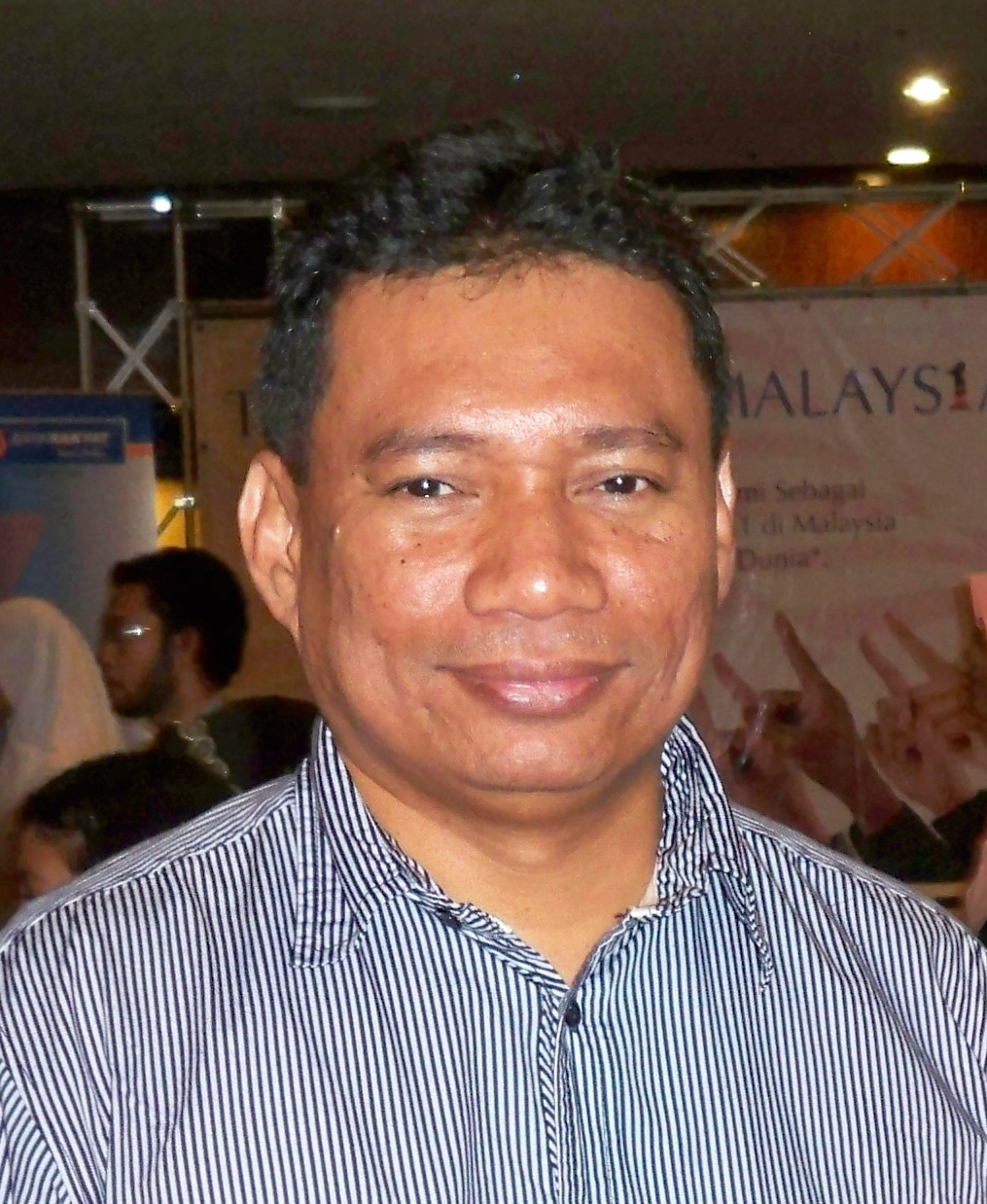
Лауреат 2011 года писатель Сеид Мохамед Закир (Малайзия)
Лауреат 2012 года драматург Исмаил Кассан (Малайзия)
Лауреат 2013 года писатель Малим Гозали ПК (Малайзия)
Лауреат 2015 года писатель Джасни Матлани (Малайзия)
Лауреат 2017 года поэт Русли Марзуки Сариа (Индонезия)